# 吳卓衡
吳卓衡（英語：Ng Cheuk Hang，1997年11月5日—）香港男演員。現為自由身演員，曾於2017-2024年為無綫電視基本藝人合約兼邵氏兄弟旗下經理人合約藝員。

## 簡歷
吳卓衡出身醫護世家，爸爸是前線的急症室醫生，媽媽是註冊護士現開設醫療公司，連公公和婆婆也是中醫。小學至中學就讀於拔萃男書院附屬小學及拔萃男書院（2016年畢業），之後升讀香港城市大學。就學時期曾經參加劍擊、手球、田徑隊、泳隊等不同體育校隊，甚至曾加入足球區隊及香港欖球青年軍代表隊，現時擁有欖球及羽毛球教練資格。
吳卓衡於高中時被星探發掘推薦模特兒工作，亦曾去過韓國經理人公司面試，但同時獲選中參演由關信輝執導、劉德華投資監製的電影《熱血合唱團》，他立即答應回港加入劇組，放棄韓國發展的機會。在戲中飾演謝君豪的兒子「謝博文」，樂天陽光資優生，自薦加入合唱團成長計劃，與戲中女主角有感情伏線，戲中因學業壓力不幸成為嚴重情緒病患者，但後來得到父親體諒和嚴Sir（劉德華飾演）的關懷康復，繼而再追逐夢想。拍攝完《熱血合唱團》半年後被 TVB 發掘，未有繼續完成大專課程，便全心投入演藝圈。
吳卓衡2017年簽約加入邵氏兄弟旗下，亦是無綫電視男藝員。2018年加入處境劇《愛·回家之開心速遞》飾演滿頭頭皮屑的「香港島大學」學生「頭皮」一角而開始受觀眾所認識。而他於2020年在劇集《法證先鋒IV》其中的「網絡詐騙謀殺案」單元故事，飾演因接連被欺騙金錢和朋友出賣，竟扮女人到網上教唆殺人的兇手「翟家軒」一角，戲份雖少，但他多層次的演技，備受觀眾讚賞。
2021年吳卓衡獲邀加入J2清談節目《#後生仔傾偈》成為後生仔4.0成員，同年參與由TVB舉辦的《明星運動會》，當中隊際項目男子7人足球、男子田徑4x100接力及男子田徑4x400接力代表藍隊獲得金牌，而男子游泳4X50米接力代表藍隊獲得銅牌，以及個人項目男子跳遠獲得銀牌。另外，憑飾演《愛·回家之開心速遞》的島大學生「頭皮」首次獲提名入圍角逐萬千星輝頒獎典禮2021最受歡迎電視拍檔大獎。

## 演出作品

### 劇集
| 首播     | 劇名                 | 角色                                     |
| 邵氏兄弟 |                      |                                          |
| 2018年   | 飛虎之潛行極戰       | 區振傑（美人傑）                         |
| 2020年   | 非凡三俠             | 特技人                                   |
| 無綫電視 |                      |                                          |
| 2017年   | 心理追兇 Mind Hunter | 王仲軒（青年）                           |
| 2017年   | 誇世代               | Ben                                      |
| 2017年   | 溏心風暴3            | 酒吧主管Sam（第9、13、18、21、34、36集） |
| 2018年   | 翻生武林             | 晉                                       |
| 2018年   | 特技人               | 海滔滔                                   |
| 2018年   | 大帥哥               | 顧落蘆（青年）                           |
| 2019年   | 愛·回家之開心速遞    | 邳鈞（頭皮）（第426集起）                |
| 2019年   | 包青天再起風雲       | 陳不凡                                   |
| 2019年   | 白色強人             | 手術室醫生                               |
| 2019年   | 十二傳說             | 李志訓                                   |
| 2019年   | 解決師               | 張彥銘（馬糞）                           |
| 2020年   | 大醬園               | 萬卓榆                                   |
| 2020年   | 法證先鋒IV           | 翟家軒 / 戴穎殷                          |
| 2020年   | 機場特警             | 學員（第25集）                           |
| 2020年   | 踩過界II             | 郭琳同學                                 |
| 2020年   | 堅離地愛堅離地       | 魔鬼隊隊員（第12集）                     |
| 2021年   | 七公主               | 劍擊手                                   |
| 2022年   | 白色強人II           | 歐子穎（第18-19集）                      |
| 2022年   | 凶宅清潔師（J2首播） | Ringo                                    |
| 2023年   | 隱形戰隊             | 網球教練（第8集）                        |

### 綜藝節目
| 年份     | 節目名稱          | 性質                 |
| 無綫電視 |                   |                      |
| 2019年   | 香港小姐競選      | 星級評判團           |
| 2020年   | 萬千星輝賀台慶    | 愛回家拍手為香港打氣 |
| 2021年   | #後生仔傾偈 (J2)  | 後生仔4.0            |
| 2021年   | 明星運動會        | 藍隊成員             |
| 2021年   | 2020東京奧運      | 旁述主持             |
| 2021年   | 代溝關注組        | 主持                 |
| 2021年   | 萬千星輝賀台慶    | 藝員隊成員           |
| 2022年   | 世界轉運攻略 (J2) | 主持                 |

### 電影
| 年份   | 電影名稱   | 角色   |
| 2020年 | 熱血合唱團 | 謝博文 |

### 網絡微電影
| 年份   | 微電影名稱                            | 角色            |
| 2015年 | HKISSA 港島高中生協會 微電影 - Aurora | 男主角          |
| 2016年 | ZECRA 香港高中生聯會 微電影 Summerino | 男主角          |
| 2017年 | 香港城市大學 畢業參賽微電影《刹》     | 亞德（男主角）  |
| 2019年 | See See TVB 微電影 我們與合格的距離   | 慈能善書院 學生 |

### 廣告
| 年份   | 產品                                         |
| 2015年 | TVB 皇牌綜藝頻道節目推廣廣告                 |
| 2015年 | 香港迪士尼 活動推廣廣告                      |
| 2016年 | TVB 父親節節日推廣廣告                       |
| 2016年 | 榴槤貴族 廣告模特兒及代言人                  |
| 2017年 | 香港本地服裝品牌Untouched Limited 廣告模特兒 |
| 2017年 | TVB 50週年 推廣廣告                          |
| 2017年 | IVE學院 推廣廣告及模特兒                     |

### 活動主持
| 年份   | 活動                                                |
| 2015年 | HKISSA 港島高中生協會 復活節慈善晚會 表演嘉賓及司儀 |

## 外部連結
- 吳卓衡的新浪微博
- 吳卓衡的Instagram帳戶
- 吳卓衡的Facebook專頁